# Madagascar 2
Madagascar 2 (originaltitel: Madagascar: Escape 2 Africa) er en animationsfilm fra 2008 og efterfølgeren til Madagascar fra 2005, og den blev efterfulgt af Madagascar 3 i 2012. Filmen blev produceret af DreamWorks Animation og udgivet af Paramount Pictures.
Filmen handler om fire dyr: løven Alex, zebraen Marty, girafen Melman og flodhesten Gloria.

## Medvirkende
| Rolle        | Amerikanske stemmer    | Danske stemmer             |
| ------------ | ---------------------- | -------------------------- |
| Alex         | Ben Stiller            | Søren Fauli                |
| Marty        | Chris Rock             | Mick Øgendahl              |
| Melman       | David Schwimmer        | Jesper Asholt              |
| Gloria       | Jada Pinkett Smith     | Trine Dyrholm              |
| Julien       | Sacha Baron Cohen      | Søren Ulrichs              |
| Maurice      | Cedric The Entertainer | Ole Ernst                  |
| Mort         | Andy Richter           | Peter Secher Schmidt       |
| Skipper      | Tom McGrath            | Henrik Prip                |
| Kowalski     | Chris Miller           | Lasse Lunderskov           |
| Rekrut       | Christopher Knights    | Allan Olsen                |
| Rico         | John DiMaggio          | Peter Secher Schmidt       |
| Mason        | Conrad Vernon          | Jens Jacob Tychsen         |
| Zuba         | Bernie Mac             | Max Hansen                 |
| Alex' Mor    | Sherri Shepherd        | Benedikte Hansen           |
| Makunga      | Alec Baldwin           | Lars Bom                   |
| Moto Moto    | Will.i.am              | Al Agami                   |
| Nana         | Elisa Gabrielli        | Grethe Mogensen            |
| Krybskytte 1 | Fred Tatasciore        | Kasper Leisner             |
| Krybskytte 2 | Eric Darnell           | Peter Zhelder              |
| Lille Alex   | Quinn Dempsey Stiller  | Alfred C. Schwarz Jacobsen |
| Lille Marty  | Thomas Stanley         | Oliver Berg                |
| Lille Melman | Zachary Gordon         | Mathias H. Niclasen        |
| Lille Gloria | Willow Smith           | Emma Morton                |